# Pietro Venerandi
Pietro Venerandi (um 1870 – nach 1912) war ein italienischer Opernsänger (Tenor).

## Leben
Über Venerandis Leben ist wenig bekannt. Anfang des 20. Jahrhunderts trat er an verschiedenen Provinzbühnen Italiens auf. 1905 war er an der Italienischen Oper in Holland tätig.
Trotz seiner eher bescheiden wirkenden Karriere sind sehr viele Schallplatten mit seiner Stimme erhalten, bis 1905 auf Columbia Records, nachfolgend Zonophone und dann auf Pathé (1912).
Den eingespielten Arien zufolge war er ein Heldentenor. Seine Stimme ist als „Radames“ in Aida, „Manrico“ im Il trovatore und als „Ernani“ und „Othello“ erhalten geblieben.